# Oenanthe xanthoprymna
Oenanthe xanthoprymna là một loài chim trong họ Muscicapidae.
Phạm vi sinh sản của loài chim ăn lúa mì Kurdistan bao gồm Trung Đông, đông nam Thổ Nhĩ Kỳ, phía bắc Iraq, miền tây Iran, các khu vực của Liên Xô cũ và Đông Nam Á. Chúng di chuyển về phía nam trong mùa đông tới miền nam Iran, bán đảo Ả Rập, Ai Cập, Sudan, Eritrea và đông bắc Somalia và thỉnh thoảng tới phía tây bắc Ấn Độ. Người ta chưa rõ liệu tất cả các quần cư hoặc một số quần thể loài chim ăn lúa mì này di chuyển xuống đến độ cao thấp cho mùa đông. Môi trường sống ưa thích của nó là heathland, sườn đồi và khu vực có nhiều bụi rậm mở, bán sa mạc.